# Association of IOC Recognised International Sports Federations
Die Association of IOC Recognised International Sports Federations (ARISF) (deutsch: Verband der vom IOC anerkannten Sportverbände) gehört zur olympischen Bewegung. In ihr sind die Sportfachverbände zusammengeschlossen, die vom Internationalen Olympischen Komitee (IOC) anerkannt sind, aber derzeit nicht bei Olympischen Spielen mit einem Wettbewerb vertreten sind.
Die Anerkennung durch das IOC ist eine Voraussetzung zur Aufnahme einer Sportart in das Programm der Olympischen Spiele. Der Verband wurde 1984 gegründet und hat seinen Sitz im Schweizerischen Lausanne. ARISF-Präsident ist der Präsident der Union Internationale Motonautique, Raffaele Chiulli.
Von 1921 bis 1940 gab es das Ständige Büro der Internationalen Sportverbände (Bureau Permanant des Fédérations Internationales Sportives) mit Sitz in Paris, das sich alle vier Jahre zu einem Kongress traf und bei dem jede Sportart zwei Stimmen hatte. 1933 gehörten dem Verband 26 internationale Fachverbände, allerdings auch des Motor- und des Wintersports, an.

## Mitgliedsverbände
Der ARISF gehören, Stand September 2024, 39 Verbände an:
1. International Surfing Association (ISA)
2. International Federation Icestocksport (IFI)
3. World Association of Kickboxing Organizations (WAKO)
4. World Lacrosse
5. International Samo Federation (FIAS)
6. Fédération Internationale du Sport Universitaire (FISU)
7. International Wushu Federation (IWUF)
8. International Racquetball Federation (IRF)
9. International Waterski and Wakeboard Federation (IWWF)
10. Fédération Internationale de Motocyclisme (FIM)
11. International Life Saving Federation (ILS)
12. World Bowling (WB)
13. World Baseball Softball Confederation (WBSC)
14. Fédération Aéronautique Internationale (FAI)
15. International Federation of Muay Thai Amateur (IFMA)
16. World Confederation of Billiard Sports (WCBS)
17. World Karate Federation (WKF)
18. International Cheer Union (ICU)
19. Union Internationale Motonautique (UIM)
20. Confédération Mondiale des Sports de Boules (CMSB)
21. World Bridge Federation (WBF)
22. Tug of War International Federation (TWIF)
23. International Floorball Federation (IFF)
24. Fédération Internationale des Echecs (FIDE)
25. Federacion Internacional de Pelota vasca (FIPV)
26. International Korfball Federation (IKF)
27. International Federation of American Football (IFAF)
28. Confédération Mondiale des Activités Subaquatiques (CMAS)
29. International Ski Mountaineering Federation (ISMF)
30. Federation of International Polo (FIP)
31. International Orienteering Federation (IOF)
32. Union Internationale des Associations d’Alpinisme (UIAA)
33. Fédération Internationale de l’Automobile (FIA)
34. Federation of International Bandy (FIB)
35. World Dance Sport Federation (WDSF)
36. International Cricket Council (ICC)
37. International Federation of Sport Climbing (IFSC)
38. International Netball Federation (INF)
39. World Squash Federation (WSF)
40. International Sumo Federation (ISF)
41. Fédération Internationale de Roller Sports (FIRS)
42. World Flying Disc Federation (WFDF)